# (36006) 1999 NS26
1999 NS26 (asteroide 36006) é um asteroide da cintura principal. Possui uma excentricidade de 0.12973130 e uma inclinação de 3.23312º.
Este asteroide foi descoberto no dia 14 de julho de 1999 por LINEAR em Socorro.